# Trige
Trige er en by i Østjylland med 3.263 indbyggere  (2024), beliggende som satellitby til Aarhus ved sekundærrute 180. Den danner den nord-nordvestlige afgrænsning af Aarhus Kommune (mod Favrskov Kommune) og hører til Region Midtjylland.
Byen består af en ældre del med gamle lave huse, en betydelig mængde villakvarterer fra udflytningsårene i slutningen af 1960'erne og Trigeparken, et blokbyggeri fra midten- og slutningen af 1970'erne. Der findes skole, børneinstitutioner, bibliotek, fritids- sports- og idrætsfaciliteter samt indkøbsmulighed. Af erhvervsvirksomheder i Trige, kan nævnes LINCO Food  og Asfaltfabrikken (NCC), samt den lokale REMA 1000.
Byen deler postdistrikt med – og indgår i et kulturfællesskab med – de to nabobyer, Ølsted og Spørring.
Afstand til Aarhus er ca. 14 kilometer og til Randers knap 26 kilometer.
Omkring 1990 blev Bærmoseskov rejst lige vest for Trige, ud mod motorvej E45. Det er en statsskov, men hører under De nye Aarhus Skove og udgør i dag et større rekreativt naturområde.

## Galleri
- Trige set fra vest
- Trige Kirke (1100-tallet)
- Danmarks Japanske Have, syd for Trige by
- Bærmoseskov